# Thivolleo rubritactalis
Thivolleo rubritactalis là một loài bướm đêm trong họ Crambidae.